# エリ (軽巡洋艦・初代)
|                          | |
| 艦歴                     | |
| 発注                     | 1910年にニューヨーク造船所に発注。 |
| 起工                     | 1912年5月12日 |
| 進水                     | 1913年5月4日 |
| 完成                     | 1913年11月 |
| 就役                     | 1914年12月14日 |
| その後                   | 1940年8月15日に爆沈 |
| 除籍                     | |
| 性能諸元（完成時）       | |
| 排水量                   | 常備：2,600 トン 満載：2,750 トン |
| 全長                     | 98.1m |
| 水線長                   | 97.5m |
| 全幅                     | 11.9m |
| 吃水                     | 4.3m |
| 機関                     | ソーニクロフト式石炭・重油混焼水管缶3基 +パーソンズ式直結タービン3基3軸推進 |
| 最大出力                 | 6,000shp（計画） |
| 最大速力                 | 18ノット（計画） ※ 21ノット／8,640馬力（公試） |
| 航続性能                 | 10ノット/4,500海里 |
| 燃料:                    | 石炭：400トン（常備）、600トン（満載） 重油：100トン |
| 乗員                     | 232名 |
| 兵装                     | アームストロング 15.2cm（50口径）単装速射砲2基2門 ヴィッカース 10.2cm（50口径）単装速射砲4基4門 アームストロング 7.6cm（40口径）単装速射砲2基2門 オチキス 4.7cm（43口径）単装機砲6基6門 マキシム 37mm機関砲2基2門 45.7cm連装魚雷発射管1基2門 |
| 装甲                     | 甲板：25mm（水平部）、 50mm（傾斜部） 司令塔：50mm（最厚部） |
| 性能諸元（近代化改装後） | |
| 排水量                   | 基準：2,115 トン 満載：2,750トン |
| 機関                     | ヤーロー式重油専焼水管缶3基+パーソンズ式直結タービン3基3軸推進 |
| 最大出力                 | 7,200shp |
| 最大速力                 | 改装時：20.5ノット 1940年：18ノット |
| 航続性能                 | 10ノット/7,000海里 |
| 燃料                     | 重油：600トン |
| 兵装                     | 15.2cm（50口径）単装速射砲3基3門 7.6cm（40口径）単装高角砲2基2門 4cm（39口径）ポンポン砲2基2門 45.7cm連装魚雷発射管1基2門 機雷110個 |
| 装甲                     | 甲板：25mm（水平部）、 50mm（傾斜部） |

エリ (ギリシャ語:Έλλη) は、ギリシャ海軍の軽巡洋艦である。艦名の由来は第一次バルカン戦争中のギリシャが勝利したエリの海戦（en:Naval Battle of Elli）に因む。

## 概要

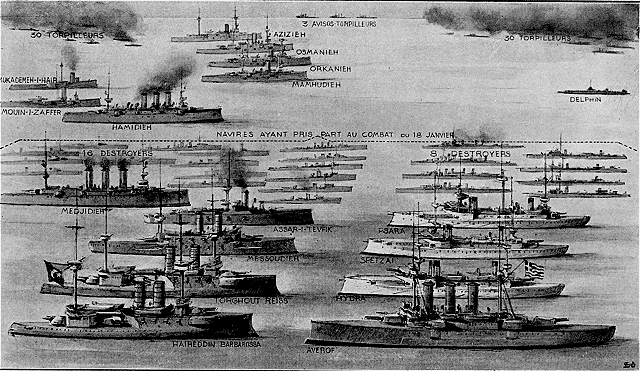
1910年代のギリシャ艦隊とオスマン艦隊の対比図。ギリシャ艦隊の巡洋艦勢力が無いことがわかる図

本艦は元々は清国海軍がアメリカ合衆国に発注した肇和級防護巡洋艦の「飛鴻」 (Fei Hung) であった。だが、辛亥革命で注文はキャンセルされた。そこへ1914年にアメリカ合衆国のニューヨーク造船所で竣工したところを、ギリシャが買い取った。当時、防護巡洋艦「メジディイェ」「ハミディイェ」を擁するオスマン帝国海軍に対しギリシャ海軍は巡洋艦は艦隊主力である装甲巡洋艦「イェロギオフ・アヴェロフ」1隻しかなかったため、巡洋艦勢力に勝るオスマン帝国海軍に対抗すべくギリシャによって購入された。

## 艦形
本艦は船体形状は艦首乾舷のみ高い短船首楼型船体である。艦の構造を前部から記述すると、艦首甲板上に主砲の15.2cm速射砲を防盾の付いた単装砲架で1基を搭載、その背後に露天の操舵艦橋と簡素な単脚式の前部マストが立った所で船首楼は終了し、そこから甲板1段分下がった場所には2本煙突が立つ。その周囲には丈の低い煙管型の通風塔が立ち並び、舷側部は艦載艇置き場となっており、艦載艇は2本1組のボート・ダビッドが片舷2組ずつ計4組で運用された。
左右の舷側甲板上にはスポンソン（張り出し）が2か所設けられ、そこに10.2cm速射砲が単装砲架で片舷2基ずつ計4基が配置された。後部甲板上に簡素な後部マストから後部甲板上に2番15.2ｃｍ速射砲が後ろ向きに1基配置された。
1920年代の改装で艦橋の大型化と、前後のマストは撤去されて前部マストのみ三脚型の物が立てられた。この時に煙突が若干太くなり、間にボート・クレーンが片舷1基ずつ計2基が設けられた。舷側の10.2cm速射砲とスポンソンは撤去されて代わりに2番煙突の後方に15.2cm速射砲が1基追加され、後部マストがあった箇所に探照灯台が新設されたのが外観上の特徴である。

## 艦歴
エリは第一次世界大戦や希土戦争に参加した。
1925年から1929年にかけてイェロギオフ・アヴェロフと共にフランスで近代化改装がおこなわれ、近代的な対空兵器や機雷110個の搭載能力を得た。
ギリシャ・イタリア戦争勃発直前の1940年8月15日、ティノス島沖にて停泊中にイタリア王立海軍の潜水艦デルフィーノ (Delfino) に雷撃され、発射された魚雷4本の内1本が命中して爆沈した。9名が死亡し24名が負傷した。回収された魚雷の破片からそれがイタリア製であることが判明したが、ギリシャ政府はイタリア王国との衝突を避け、攻撃した潜水艦の国籍は不明であると発表した。
第二次世界大戦終結後、賠償艦としてイタリアは傭兵隊長型軽巡のエウジェニオ・ディ・サヴォイア (Eugenio di Savoia) をギリシャに引き渡した。ギリシャ海軍は同艦をエリと改名して使用した。